# Nadezhda Fedutenko
Nadezhda Nikiforovna Fedutenko (em russo:  Надежда Никифоровна Федутенко, 30 de setembro de 1915 – janeiro 28, de 1978) foi uma oficial e piloto de combate soviética. Ela lutou na Segunda Guerra Mundial, no comando de um esquadrão de bombardeiros. Fedutenko foi agraciada com o título de Heroína da União Soviética pela sua liderança.